# Rafi Haladjian

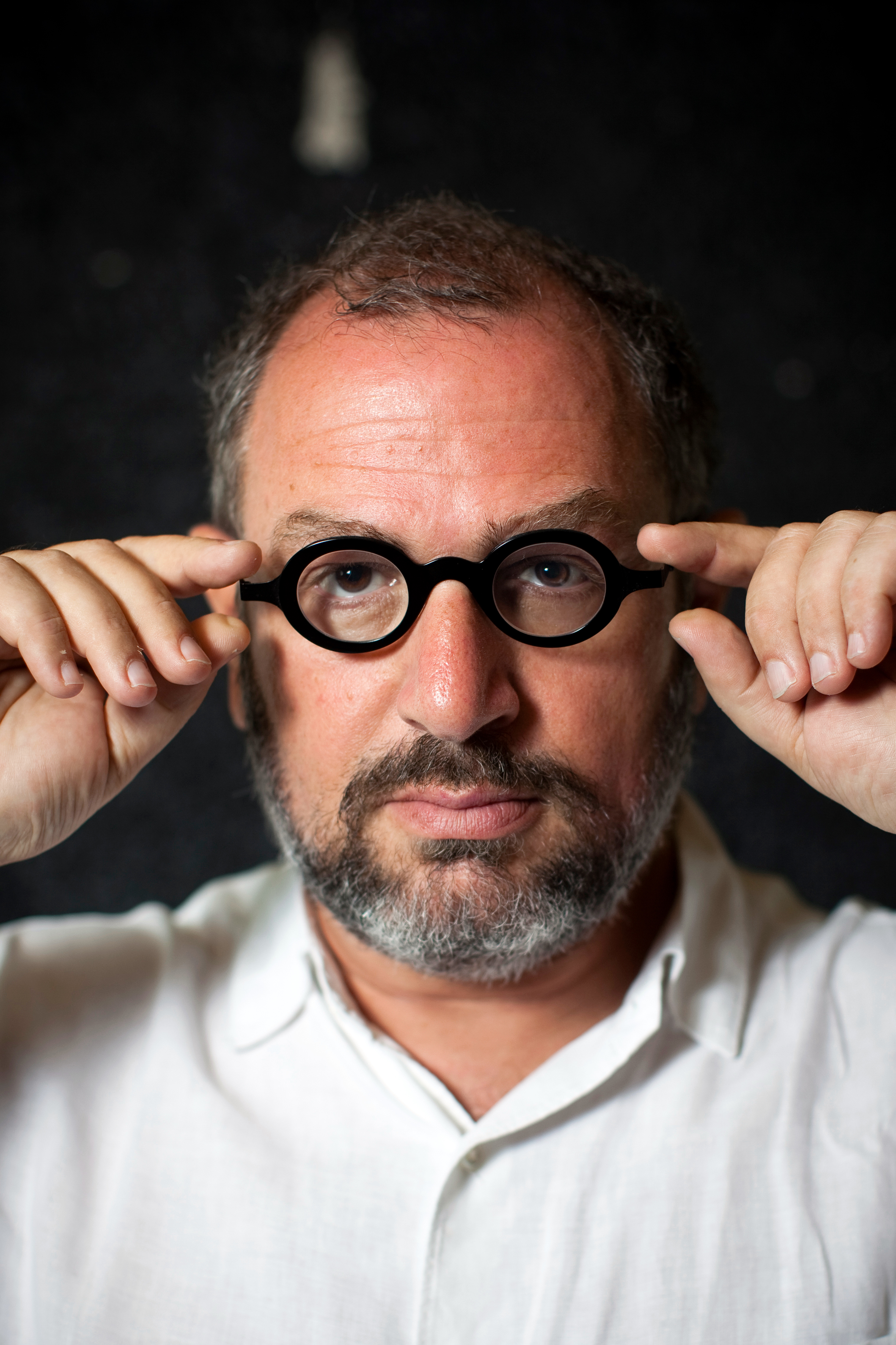
Rafi Haladjian en 2010

Rafi Haladjian (Րաֆֆի Հալաճեան en arménien, رافي حلاجيان en arabe) est né à Beyrouth au Liban. Entrepreneur français, arménien et libanais, il a fondé plusieurs entreprises dans le domaine des nouvelles technologies et des réseaux. Il est notamment connu en tant que pionnier de l'Internet en France et coinventeur du lapin communicant Nabaztag, un des objets pionniers de l'Internet des objets et des assistants vocaux comme Alexa et Google Home. Il est considéré comme une des figures de l'Internet et du Numérique en France,.

## Carrière

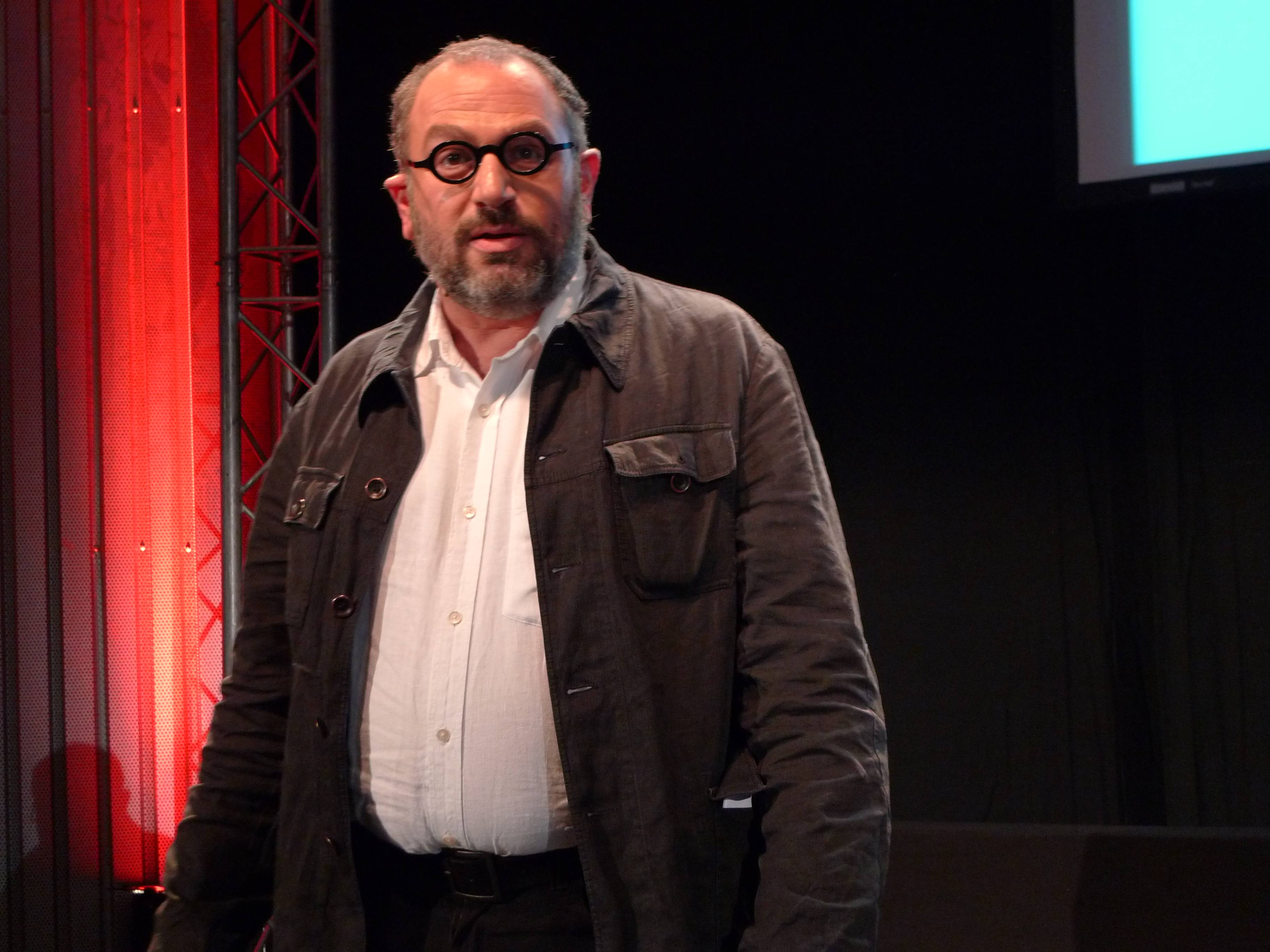
Rafi Haladjian en octobre 2010.

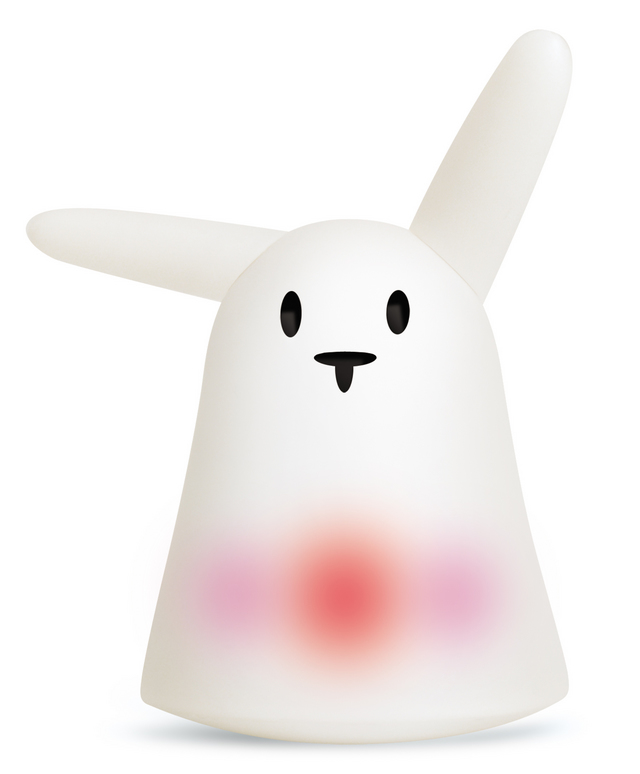
Le lapin communicant Nabaztag.

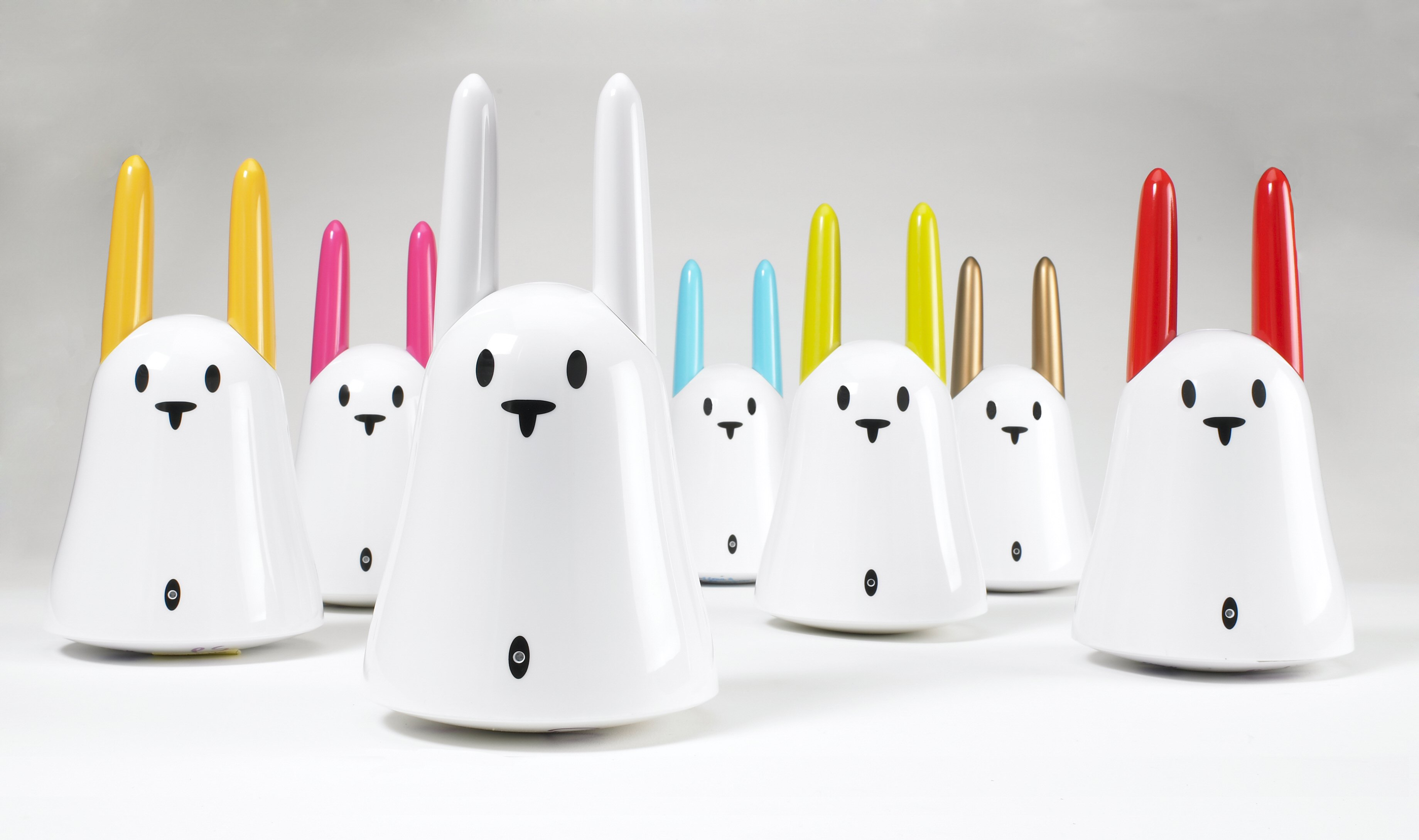
La famille des Nabaztag-tag le lapin de deuxième génération

Mother & the Motion Cookies, l'objet connecté universel

Rafi Haladjian commence sa vie professionnelle dans l'audiovisuel, en produisant et réalisant des entretiens filmés avec des figures du monde littéraire et artistique : Ionesco, conversation autour d'une caméra (1982), Italo Calvino, l'intervista inesistènte (1984), Fellini (1990).
En 1986, il est recruté par la société Publications Nouvelles fondée par Guy Sitbon pour s'occuper des activités Minitel naissantes de la société. Il devient directeur général de l'entreprise en 1987 avant de la racheter en 1992. En 1999, Rafi Haladjian revend l'ensemble de ses activités autour du Minitel et de l'Audiotel françaises au groupe Neocom Multimedia.
Rafi Haladjian crée le 8 juin 1994 la société FranceNet, qui est le tout premier opérateur Internet en France,. FranceNet propose des accès à l'Internet par le réseau téléphonique commuté (RTC) mais aussi à travers le réseau Audiotel, ce dernier permettant un accès sans abonnement, le prix de la connexion étant prélevé par France Telecom et reversé à FranceNet. En même temps que FranceNet, il crée FranceWeb, annuaire du web en français, permettant à tous les nouveaux utilisateurs de trouver leur chemin sur l'Internet. En 1995, il diversifie l'offre en créant un deuxième fournisseur d'accès, Micronet, spécialisé dans les connexions à bas coût. Outre son offre de fournisseur d'accès, FranceNet propose dès 1994 l'hébergement de sites, puis la conception et le développement d'applications, de logiciels marchands (utilisés par La Redoute), et de logiciels de mesure d'audience avec l'institut BVA alors dirigé par Jean-Louis Missika. Haladjian met aussi en place un environnement de chat graphique, Catacombes Palace.  
En 1996, Rafi Haladjian est le président de l'Association française des prestataires de l’internet (AFPI). Le 6 mai 1996, il est placé en garde à vue par la gendarmerie française qui découvre des images à caractère pédophile sur l'Internet et tient le fournisseur d'accès pour responsable. Rafi Haladjian est mis en examen. Cette affaire provoque un tollé auprès de tous les fournisseurs d'accès qui entament une grève des Newsgroups. Le non-lieu à l'encontre de Rafi Haladjian ne sera prononcé qu'en 2000.
À partir de 1998, FranceNet se spécialise dans la conception et l'hébergement d'applications web pour des grands comptes et grands médias, tels que La Redoute, Carrefour, L'Oréal, Société générale ou Le Monde et Le Figaro. FranceNet construit les premiers grands data centers français. Le nombre de salariés passe de 5 fin 1994 à 300 en 2000. La société change de nom et devient Fluxus en 2000 en prévision d'une introduction en bourse. Elle est finalement achetée par British Telecom en 2001. En 2003, après le départ de Rafi Haladjian de la direction de l'entreprise, Fluxus est renommée British Telecom France
Pour Rafi Haladjian, l’étape suivante est de tout connecter à l’Internet en continu. 
Il fonde donc Ozone, fournisseur de connexion Wi-Fi communautaire. Il couvre 65 % de la surface de Paris avec deux mille antennes Wi-Fi placées sur les toits d'immeuble qui sont mis gratuitement à la disposition d'Ozone par les habitants en échange de bande passante Internet. Ce réseau pervasif, en avance sur la 3G, permet aux utilisateurs d’être connectés en permanence à l'internet où qu'ils soient. Ozone est racheté en 2007 par Neuf/SFR.
En 2003, il crée avec Olivier Mével la société Violet avec l'ambition de connecter tous les objets à l'Internet. Violet crée un premier proof of concept, la Lampe DAL, lampe munie de DEL multicolores et connectée à Internet en Wi-Fi qui change de couleur selon les informations qu'elle reçoit. Une centaine d'exemplaires de la Lampe DAL sont fabriqués et vendus. Haladjian et Mével décident alors de créer un produit plus accessible et lancent Nabaztag, un robot interactif, connecté à Internet, qui bouge les oreilles, parle, lit les contenus du Web ou les mails, change de couleur selon la météo ou la bourse. Il obéit aux commandes vocales. Il reconnaît les objets munis de puces RFID. Des livres de la collection jeunesse des éditions Gallimard et Nathan sont munis de puces qui permettent à Nabaztag d’en lire l’histoire lorsqu’il renifle l’ouvrage. 

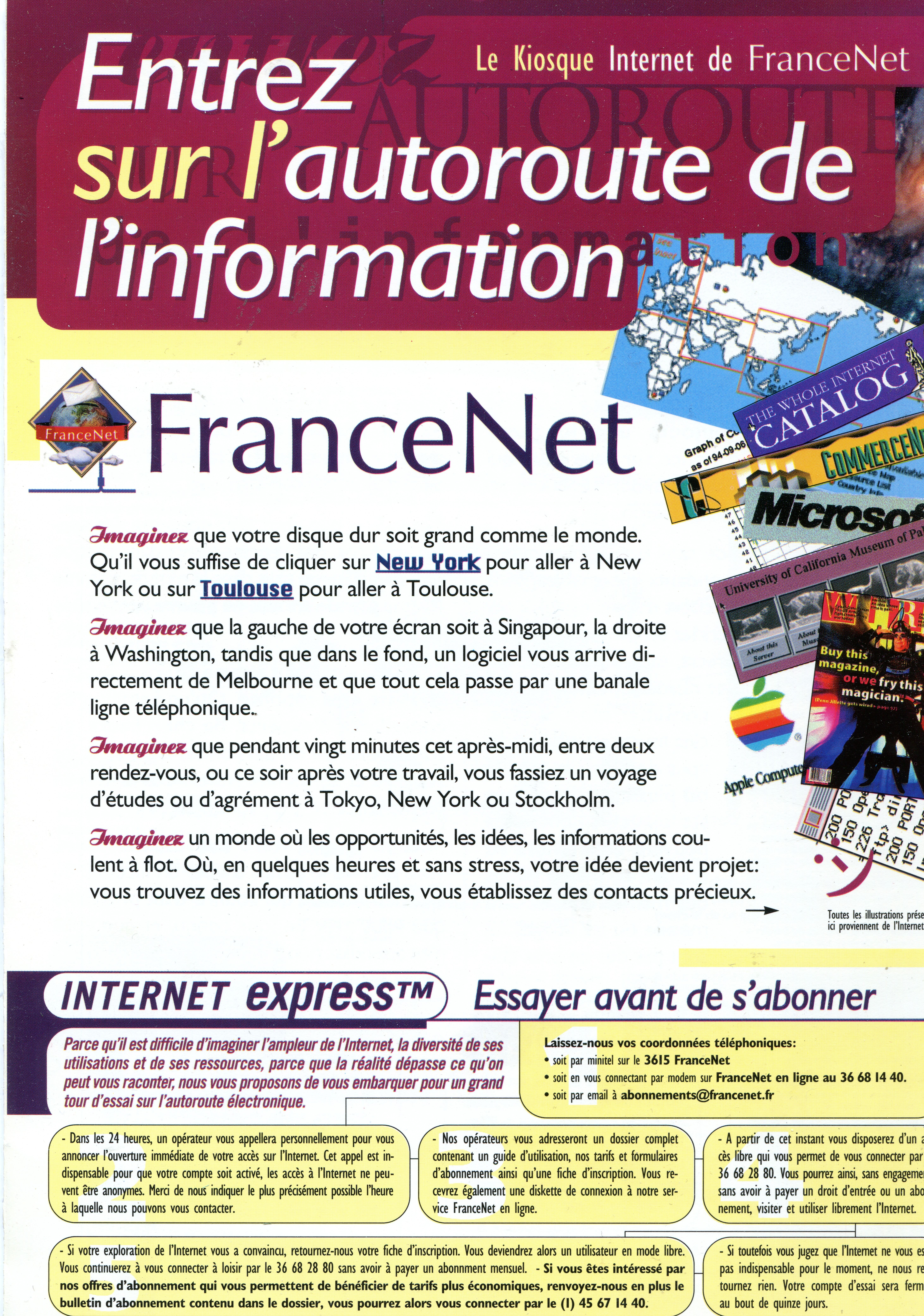
Brochure de FranceNet premier fournisseur d'accès Internet en France en 1994

Nabaztag est considéré comme un des tout premiers appareils communicants ou objets connectés, pionnier de l'Internet des objets. Il préfigure également, avec plus de dix ans d’avance, les assistants vocaux tels qu' Amazon Écho ou Google Home. 
En 2010, Rafi Haladjian crée la société Sen.se qui développe une plateforme et des objets pour collecter des données de la vie quotidienne et leur donner du sens. En août 2014, la société Sen.se livre son nouvel objet connecté universel - dénommé Mother - qui utilise l’IA (Machine learning) pour fournir des applications liées à la santé et à la domotique. Suivent les Peanuts, capteurs faciles à utiliser et à petit prix, destinés à démocratiser l’usage des objets connectés. 
Le 8 juin 2015, Rafi Haladjian vend sa société Sen.se et Mother à la société Eridanis, filiale du groupe Astek / Robinson Technologie.
En 2018, il lance Moralscore.org, comparateur de l’éthique des entreprises qui note les marques selon leur respect des valeurs morales (moralscore.org). 
En 2019 il co-fonde Juice, entreprise d'Audio Générative, qui, grâce à l'IA développée par la société, construit des programmes en audio dynamiques et personnalisés pour chaque auditeur, en temps réel.  
Il aurait créé une vingtaine d'entreprises en tout, au rang desquelles CDromadaire, le journal sur CDrom pour les 3-6 ans, est vendu en kiosque et lancé en 1997. 

## Livres
Il est l'auteur de Devenez Beau, Riche et Intelligent avec Power Point, Excel et Word, (Éditions d'Organisation, 2003) critique de l'usage de la suite Microsoft Office et en particulier de PowerPoint dans la finance, le conseil et les grandes entreprises pour créer un monde de certitude et l'illusion de la maitrise, et description pleine d'humour de la période de la Nouvelle Économie (1999-2000).
En 2005 il publie De l'inéluctabilité du Réseau Pervasif (Édition FING) dans lequel il explique pourquoi le monde va entrer dans un monde de connexion permanente et d'immersion complète dans le réseau. 
En 2023 il publie Tentative d’Épuisement de l’Avenir du Futur (Éditions Nautilus) dans lequel après avoir retracé l’histoire des technologies du savoir il prédit l’avènement du postweb, ère qui suit celui du smartphone et des outils dédiés à la connaissance.

## Décorations
- Il est nommé chevalier de la Légion d'honneur le 14 avril 2017[18].

## Anecdotes
Il est considéré comme étant une des 100 personnalités les plus importantes du numérique en France[Selon qui ?].
Rafi Haladjian est réputé pour avoir été le premier Français inscrit sur Twitter.
Il possède une véritable girafe qui a été un des premiers objets financés grâce à la plateforme de crowdfunding Leetchi,.